# Taxat-Senat
Taxat-Senat – miejscowość i gmina we Francji, w regionie Owernia-Rodan-Alpy, w departamencie Allier.

## Demografia
Według danych na rok 1990 gminę zamieszkiwało 213 osób, a gęstość zaludnienia wynosiła 16 osób/km². W styczniu 2015 r. Taxat-Senat zamieszkiwało 225 osób, przy gęstości zaludnienia wynoszącej 16,9 osób/km².